# Nieprawda (singel Ani Dąbrowskiej)
Nieprawda – piosenka i singel Ani Dąbrowskiej zapowiadający jej album studyjny, Dla naiwnych marzycieli (2016). Za produkcję muzyczną odpowiadają Czarny HIFI i Dąbrowska. Utwór na 7-calowym winylu wydała 13 listopada 2015 firma Sony Music Entertainment Poland. Utwór uzyskał nominację do nagrody Fryderyk 2016. W 2017 roku wydano remix „Nieprawda” w wykonaniu Gromee. Nowa wersja osiągnęła większy sukces niż pierwotna wersja i stała się pierwszym w karierze wokalistki singlem numer 1 na liście AirPlay. Utwór zajął także 1 miejsce na POPLiście RMF FM i 1 miejsce w Nowościch AirPlay.

## Notowanie
- Lista Przebojów Radia PiK: 1[5]
- Top 15 – Wietrzne Radio (Chicago): 3[6]
- Złota Trzydziestka Radia Koszalin: 3[7]
- Lista Przebojów Trójki: 10[8]

## Certyfikat
| Kraj          | Certyfikat         | Sprzedaż |
| ------------- | ------------------ | -------- |
| Polska (ZPAV) | 4x platynowa płyta | 80 000+  |

## Wykonawcy
- Ania Dąbrowska – śpiew, produkcja muzyczna
- Czarny HIFI – produkcja muzyczna, programowanie, miks, mastering
- Robert Cichy – gitara
- Jacek Szafraniec – gitara basowa
- Marcin Ułanowski – perkusja
- Łukasz Korybalski – trąbka
- Tomasz Duda – saksofon, flet
- Michał Tomaszczyk – puzon

### Gromee Remix
W 2017 roku wydano remiks utworu w wykonaniu polskiego DJ-a Gromee'ego.